# 野辺地尚義
野辺地 尚義（のべち たかよし/なおよし、文政8年（1825年） - 明治42年（1909年）3月3日)は、蘭学者、英学者。日本の「英学教育の始祖」である。日本で最初の女学校である「新栄学院 女紅場」を京都に創設した。芝紅葉館・館主を29年間務め、明治の民間外交の陰の立役者となった。

## 来歴・人物

### 蘭学者・英学者

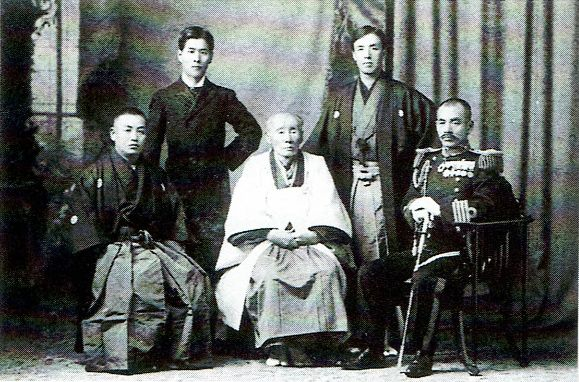
野辺地尚義 (中央)、山屋他人(右側) (明治42年元旦)

文政8年（1825年）、陸奥国稗貫郡亀ヶ森村（現在の岩手県花巻市）に生まれる。安政3年（1856年）南部藩・江戸詰めとなり長州藩士大村益次郎のもと江戸の蘭学塾・鳩居堂で蘭学を学ぶ。勝安芳（勝海舟）、杉田玄瑞、大鳥圭介らと交友し、江戸・長州藩邸内で蘭学教授となり、木戸孝允や伊藤博文と親しくなる。しかし、讒言により江戸・南部藩邸内で捕らえられ、死刑の判決を受ける。しかし大村益次郎の計らいで刑の執行を免れた。
その後、長崎に行き、長崎出島でオランダ人の医者ヨハネス・ポンペ・ファン・メーデルフォールトから英学を3年間学んだ。鳩居堂の仲間であるシーボルトの娘楠本イネも長崎に一緒に同行している。帰途、萩長州藩邸で蘭学と英学を若手藩士に教えていた。生徒には「長州ファイブ（長州五傑）」とよばれ文久3年（1863年）からイギリスに派遣されたメンバー（伊藤博文、井上馨、遠藤謹助、山尾庸三、野村弥吉）含まれていた。尚義は日本の「英学教育の始祖」と言われている。慶応2年（1866年）からは京都留守居役となり国家の動静の情報収集にあたっていた。尚義はこのように、江戸時代に蘭学や英学を学んだ「日本の先進的知識人」であった。この学問の基礎が尚義の維新後の人生を決めることになっていく。

### 教育者・日本で最初の女学校を京都に創設
明治維新後は京都府に雇われ、京都府員を命ぜられる。京都府立 英語・仏語・独語、各々の語学校の監督を委ねられた。明治5年（1872年）4月14日上京し、土手町丸太町南の旧九条邸に、日本で最初の″公立女学校″を同府に起こし、校名を「新栄学院 女紅場(にょこうば)」と称した。東北出身の武士・野辺地が女子ばかりの学校の校長に選ばれたのは英語にあった。京都の当時の知事は比較的開明的な人であり、この学校では文明開化に沿って、いち早く英語を教科に取り入れた。彼に教師兼校長として白羽の矢が立ったのは当然の成り行きだった。10年間校長を務めたが、新島襄（同志社大学創設者）の妻新島八重も教師として参画していた。
明治5年（1872年）5月に福澤諭吉が社友・早矢仕有的とともに学校を訪れている。印象を「京都学校の記」に記している。「英国の教師夫妻を雇い、夫は男子を集めて英語を授け、夫人は女児を預かりて、英語の外に兼ねて又、、縫針の芸を教えり、外国の婦人は一人なれども府下の婦人にて字を知り、女工に通ずる者も七、八名ありて、その教授を助けり。この序に出でて英語を学び、女工を稽古する女児百三十人あまり。華士族の子もあり商工平民の娘もあり、各々貧富に従って紅粉を装い、衣装を着け、その装い潔くして華ならず、粗にして汚れず、言語は嬌で、容貌は温和、物言わざるも臆する気なく、笑わざるも悦ぶ色あり、花の如く、玉の如く、愛すべく、貴ぶべく、真に児女子の風を備えている。この学校は中学の内にて最も新なるものなれば、今日の有様にて生徒の学童は未だ上達せしにはあらざれども、その温和・柔順の天華をもって朝夕、英国の教師に観灸し、その学業を伝習し、旧習を脱して、独立自主の気風に潤することあらば、数年の後、全国無量の幸福を致す事、今より期して待つべきなり」と述べている。「日本国内において事物の順序を弁じ、一身の徳を修め、家族の間を睦まじくせしむる者もこれ子女ならん。世の風俗を美にして政府の法を行われ易からしむる者もこれ子女ならん。工を勤め、商を勧め、世間一般の富を致すものも、これ子女ならん。平民の智徳を開き、これをして公に民事を議するの権を得せしむる者も、これ子女ならん。自ら労して、自ら食い、一身一家の独立を謀り、遂に一国を独立せしむる者も、これ女子ならん。広く外国と交わりを結び、約束に信を失せず貿易に利を失わしめざる者も、この子女ならん。概して、これを言えば、文明開化の名を実にし、我が日本国をして重からんしめんには、これ子女に依頼せずにして他に求むべきの道あらざるなり」と福澤のモットーである「独立自尊」とも呼応し子女教育の重要性を強く感じたようであった。
明治10年（1877年）2月1日、明治天皇はこの学校を訪問する。2月7日発行の東京日日新聞にはこうある。「この日は女性徒二百八十九名は吾れ劣らじと美麗を尽くして早朝より昇校し、今や遅しと時刻の移るを待ち受け奉りけるに、ー中略ー　英国教師ウエットン氏進んで祝辞を読み奉る。次に女教師エリザベスも同じく祝辞を奉読するを助教梅田ぬい傍らよりこれを訳し奉る。続いて和田おかよ等五名は語学の事を講ず。二月九日には今度は皇太后、皇后が訪れる。二月十六日発行の郵便報知新聞によると「皇太后・皇后の両宮様には、去る九日九時州分御出門にて女紅場へ行啓。女性徒三百名ばかり今日を晴れと粧いて門外に奉迎したり。英学教場へ臨まれし時、英語教師アルザベス、オーン、ウエットン氏が祝辞を捧げしを、生徒和田かな女訳奉し、裁縫場御覧の時、生徒、香を焚き、薄茶を点じた。－後略ー」このように内外から注目された学校の校長だった尚義だったが、彼自身は表に出ようとはせず、ひたすら教育の充実に力を注いでいる。
京都府立英語学校・独語学校は現在京都府立洛北高校になっている。明治３年に日本最古の旧制中学校として創立された京都一中を前身とする公立高等学校である。戦前・戦後にかけ京都大学にトップの進学者を送り出していた。ノベール賞・物理学者受賞者　湯川秀樹、朝永振一郎が卒業生である。
新栄学院　女紅場はその後京都府立第一高女となり、現在は京都府立鴨沂（おうき）高等学校になっている。校訓は「幸福になりうる社会をめざして、事実に基づいて真理を追究し、それに従って実践しようとする人間をつくる」である。過去には京都大学進学者第一位であった。卒業生には山本富士子、団令子、加茂さくら、山崎正和（文化功労者）、田宮二郎、塚本能交（ワコール現代表取締役）等がいる。森光子（文化勲章、国民栄誉賞受賞）、沢田研二は中退している。

### 紅葉館・館主
こうして女学生に囲まれて過ごしていた野辺地の第二の人生に、またも変化が起きた。明治12年（1879年）春、西南戦争で不平士族の反乱が一応収束し、いよいよ自由民権運動が起こりはじめてきた頃であった。明治初期の英学者として有名で後に読売新聞社社長となった実業家・子安峻や三菱の岩崎弥太郎、後に日本鉄道会社社長となった小野義眞などからの勧誘で紅葉館の総支配人にとの声掛かりだった。紅葉館は明治14年（1881年）開業で、13名の出資で経営されていたが、社長制はしかず、諸事万般を支配する者を「幹事」とし、野辺地尚義がこの任にあたった。
紅葉館初期の会合としては明治14年（1881年）3月12日に野辺地の知友・洋学者で日本の新聞・雑誌の先駆者柳川春三の追悼会が行われた。発起人は神田孝平（元老院議官・日本最初の西洋経済学翻訳書著者）、福沢諭吉（慶応義塾大学創設者）、福地源一郎（岩倉使節団一等書記官）、加藤弘之（東京大学総長）、津田真道（オランダ留学・啓蒙思想家）、津田仙（津田塾創設者津田梅子の父）の諸氏だった。
合資会社紅葉館は明治26年（1893年）11月設立された。資本金42,000円で、主要出資者として小野義眞（8,500円）、川崎金次郎（4,200円）、喜谷市郎右衛門（3,500円）、小西考兵衛（2,600円）、野辺地尚義・中澤彦吉・山中隣之助（各2,100円）、安田善次郎（2,000円）らがいた。福沢諭吉は明治２９年１１月１日には「慶応義塾設立の目的」を「懐旧会」において紅葉館で演説を行っている。「気品の泉源・知徳の模範たらんことを期し、　　中略　　以て全社会の先導者たらんことを欲するものなり」との演説を残している。紅葉館建設を子安・岩崎・小野等が考えたのは、後の早稲田大学学長・高田早苗によると「当時の上流社会の人々のために優雅な遊び場所をつくろう」（半峰昔ばなし）というものだった。そのため女中の選択は厳しかった。美人はもちろん、教養のある旧武士の子女を採用し、芸事の特訓をした。紅葉館踊りであり、外国の高官たちは、そのあでやかな姿と踊りに誰もが見とれたものだった。この女中たちの特訓の総指揮は野辺地の役目であった。京都の女紅場での経験が買われ英会話の教育も実施している。京都の第二の人生、そして芝・東京での第三の人生でも野辺地の英語は生きることになったのである。
尚義は明治14年（1881年）の紅葉館開業以来29年間紅葉館の経営者となり、実質的な支配人を務め、明治の民間外交の影の立役者となった。芝紅葉館は、昭和20年（1945年）まで60年以上続いて運営された。現在その跡地には、東京タワーが立っている。往時の面影は全くないが、7年という短命に終わった鹿鳴館に代わって、明治・大正・昭和の三代にわたり、日本の民間外交の役割を果たした館であった。
尚義は明治42年（1909年）3月3日、風邪をこじらせ85歳で亡くなった。現在は青山墓地に眠っている。

## 親族
- 次女：野辺地利阿 - 宣仁親王妃喜久子の語学教師を務めた。
- 孫：野辺地勝久（瓜丸） - 尚義の長男・四郎の長男。ピアニスト。
- 曾孫：岩村義雄 - 野辺地四郎の孫。加茂さくらはいとこ。エラスムス平和研究所所長。
- 伯父：菊池金吾 - 機業場を経営した実業家。
- 甥：山屋他人 - 尚義の妹・ヤスの子。海軍大将。
- 玄孫：野邊地えりざ - 尚義の生涯を書籍にまとめた。

## 関連サイト
- 浮世絵散歩・江戸・明治を歩く 紅葉館
- 紅葉館館主　野邊地尚義の生涯 〜明治の民間外交　陰の立役者〜』]